# Avatha includens
Avatha includens là một loài bướm đêm trong họ Erebidae.